# Lijst van ISF-wereldkampioenen snowboarden
De ISF wereldkampioenschappen snowboarden werden van 1993-1999 tweejaarlijkse georganiseerd door de in 1990 opgerichte International Snowboarding Federation. Deze federatie ging in 2002 ter ziele. 

## Edities
| Jaar | Plaats                   | Land             |
| ---- | ------------------------ | ---------------- |
| 1993 | Ischgl                   | Oostenrijk       |
| 1995 | Davos                    | Zwitserland      |
| 1997 | Heavenly Mountain Resort | Verenigde Staten |
| 1999 | Val di Sole              | Italië           |

## Onderdelen
Op de vier edities werden in zes onderdelen een of meerdere keren om de wereldtitel gestreden.
1. Slalom (1993)
2. Combinatie (1993-1997)
3. Halfpipe (1993-1999)
4. Reuzenslalom (1993-1999)
5. Parallelslalom (1995-1999)
6. Snowboardcross (1999)

## Wereldkampioenen
Mannen
| Jaar | Slalom            | Combinatie         | Halfpipe       | Reuzenslalom        | Parallelslalom      | Snowboardcross |
| ---- | ----------------- | ------------------ | -------------- | ------------------- | ------------------- | -------------- |
| 1993 | Alexis Parmentier | Kevin Delany       | Terje Håkonsen | Cla Mosca           |                     |                |
| 1995 |                   | Bertrand Denervaud | Terje Håkonsen | Martin Freinademetz | Martin Freinademetz |                |
| 1997 |                   | Romain Retsin      | Terje Håkonsen | Fadri Mosca         | Karl-Heinz Zangerl  |                |
| 1999 |                   |                    | Daniel Franck  | Jasey-Jay Anderson  | Karl-Heinz Zangerl  | Shaun Palmer   |

Vrouwen
| Jaar | Slalom         | Combinatie      | Halfpipe          | Reuzenslalom      | Parallelslalom    | Snowboardcross |
| ---- | -------------- | --------------- | ----------------- | ----------------- | ----------------- | -------------- |
| 1993 | Ashild Lofthus | Michele Taggart | Martina Tscharner | Ashild Lofthus    |                   |                |
| 1995 |                | Sandra Farmand  | Anita Schwaller   | Michele Taggart   | Christine Rauter  |                |
| 1997 |                | Sandra Farmand  | Satu Jarvela      | Charlotte Bernard | Sandra Farmand    |                |
| 1999 |                |                 | Nicole Angelrath  | Katharina Himmler | Katharina Himmler | Maëlle Ricker  |

## Medaillewinnaars

### Mannen
Slalom
| Jaar | Goud | Goud              | Zilver | Zilver     | Brons | Brons       |
| ---- | ---- | ----------------- | ------ | ---------- | ----- | ----------- |
| 1993 | FRA  | Alexis Parmentier | GER    | Hans Rösch | SUI   | Stefan Koch |

Combinatie
| Jaar | Goud | Goud               | Zilver | Zilver     | Brons | Brons               |
| ---- | ---- | ------------------ | ------ | ---------- | ----- | ------------------- |
| 1993 | USA  | Kevin Delany       | GER    | Hans Rösch | ITA   | Mario Debbeni       |
| 1995 | SUI  | Bertrand Denervaud | GER    | Hans Rösch | AUT   | Martin Freinademetz |
| 1997 | FRA  | Romain Retsin      | GER    | Hans Rösch | FIN   | Joni Vastamäki      |

Halfpipe
| Jaar | Goud | Goud           | Zilver | Zilver        | Brons | Brons            |
| ---- | ---- | -------------- | ------ | ------------- | ----- | ---------------- |
| 1993 | NOR  | Terje Håkonsen | USA    | Mike Basich   | USA   | Brian Iguchi     |
| 1995 | NOR  | Terje Håkonsen | SUI    | Reto Lamm     | FIN   | Sebu Kuhlberg    |
| 1997 | NOR  | Terje Håkonsen | USA    | Todd Richards | SUI   | Fabien Rohrer    |
| 1999 | NOR  | Daniel Franck  | AUT    | Stefan Gruber | FRA   | Brett Carpentier |

Reuzenslalom
| Jaar | Goud | Goud                | Zilver | Zilver              | Brons | Brons             |
| ---- | ---- | ------------------- | ------ | ------------------- | ----- | ----------------- |
| 1993 | SUI  | Cla Mosca           | AUT    | Martin Freinademetz | FRA   | Romain Retsin     |
| 1995 | AUT  | Martin Freinademetz | FRA    | Eric Rey            | SUI   | Ueli Kerstenholz  |
| 1997 | SUI  | Fadri Mosca         | AUT    | Dieter Krassnig     | FRA   | Matthieu Bozzetto |
| 1999 | CAN  | Jasey-Jay Anderson  | AUT    | Siegfried Grabner   | SUI   | André Grütter     |

Parallelslalom
| Jaar | Goud | Goud                | Zilver | Zilver          | Brons | Brons             |
| ---- | ---- | ------------------- | ------ | --------------- | ----- | ----------------- |
| 1995 | AUT  | Martin Freinademetz | FRA    | Philippe Conté  | FRA   | Alexis Parmentier |
| 1997 | AUT  | Karl-Heinz Zangerl  | AUT    | Dieter Krassnig | SUI   | Fadri Mosca       |
| 1999 | AUT  | Karl-Heinz Zangerl  | SUI    | Ueli Kestenholz | FRA   | Xavier De Le Rue  |

Snowboardcross
| Jaar | Goud | Goud         | Zilver | Zilver        | Brons | Brons            |
| ---- | ---- | ------------ | ------ | ------------- | ----- | ---------------- |
| 1999 | USA  | Shaun Palmer | NOR    | Tor Brusserud | SWE   | Pontus Stahlkloo |

### Vrouwen
Slalom
| Jaar | Goud | Goud           | Zilver | Zilver          | Brons | Brons        |
| ---- | ---- | -------------- | ------ | --------------- | ----- | ------------ |
| 1993 | NOR  | Ashild Lofthus | ITA    | Martina Magenta | GER   | Petra Müssig |

Combinatie
| Jaar | Goud | Goud            | Zilver | Zilver          | Brons | Brons             |
| ---- | ---- | --------------- | ------ | --------------- | ----- | ----------------- |
| 1993 | USA  | Michele Taggart | GER    | Petra Müssig    | ITA   | Gaia Dabbeni      |
| 1995 | GER  | Sandra Farmand  | USA    | Michele Taggart | SWE   | Marie Birkl       |
| 1997 | GER  | Sandra Farmand  | CAN    | Leslee Olson    | POL   | Malgorzata Rosiak |

Halfpipe
| Jaar | Goud | Goud              | Zilver | Zilver             | Brons | Brons               |
| ---- | ---- | ----------------- | ------ | ------------------ | ----- | ------------------- |
| 1993 | SUI  | Martina Tscharner | USA    | Tricia Byrnes      | NOR   | Stine Brun Kjeldaas |
| 1995 | SUI  | Anita Schwaller   | CAN    | Natasza Zurek      | NOR   | Stine Brun Kjeldaas |
| 1997 | FIN  | Satu Jarvela      | USA    | Cara Beth Burnside | GER   | Sabine Wehr         |
| 1999 | SUI  | Nicole Angelrath  | USA    | Shannon Dunn       | USA   | Michele Taggart     |

Reuzenslalom
| Jaar | Goud | Goud              | Zilver | Zilver          | Brons | Brons          |
| ---- | ---- | ----------------- | ------ | --------------- | ----- | -------------- |
| 1993 | NOR  | Ashild Lofthus    | AUT    | Maria Pichler   | USA   | Tara Eberhard  |
| 1995 | USA  | Michele Taggart   | ITA    | Martina Magenta | USA   | Betsy Shaw     |
| 1997 | FRA  | Charlotte Bernard | USA    | Lisa Kosglow    | USA   | Rosey Fletcher |
| 1999 | GER  | Katharina Himmler | USA    | Lisa Kosglow    | SUI   | Ursula Bruhin  |

Parallelslalom
| Jaar | Goud | Goud              | Zilver | Zilver        | Brons | Brons             |
| ---- | ---- | ----------------- | ------ | ------------- | ----- | ----------------- |
| 1995 | AUT  | Christine Rauter  | USA    | Betsy Shaw    | ITA   | Martina Magenta   |
| 1997 | GER  | Sandra Farmand    | AUT    | Brigitte Köck | FRA   | Isabelle Blanc    |
| 1999 | GER  | Katharina Himmler | SUI    | Ursula Bruhin | FRA   | Charlotte Bernard |

Snowboardcross
| Jaar | Goud | Goud          | Zilver | Zilver           | Brons | Brons         |
| ---- | ---- | ------------- | ------ | ---------------- | ----- | ------------- |
| 1999 | CAN  | Maëlle Ricker | AUT    | Catherine Plötzl | AUT   | Brigitte Köck |

International Snowboard Federation (ISF)

1993 ·
1995 ·
1997 ·
1999 

Lijst van ISF-wereldkampioenen snowboarden
Fédération Internationale de Ski (FIS)

1996 ·
1997 ·
1999 ·
2001 ·
2003 ·
2005 ·
2007 ·
2009 ·
2011 ·
2013 ·
2015 ·
2017 ·
2019 ·
2021 ·
2023 

Lijst van FIS-wereldkampioenen snowboarden
World Snowboarding Federation (WSF)

2012 ·
2016